# Cubierta NACA

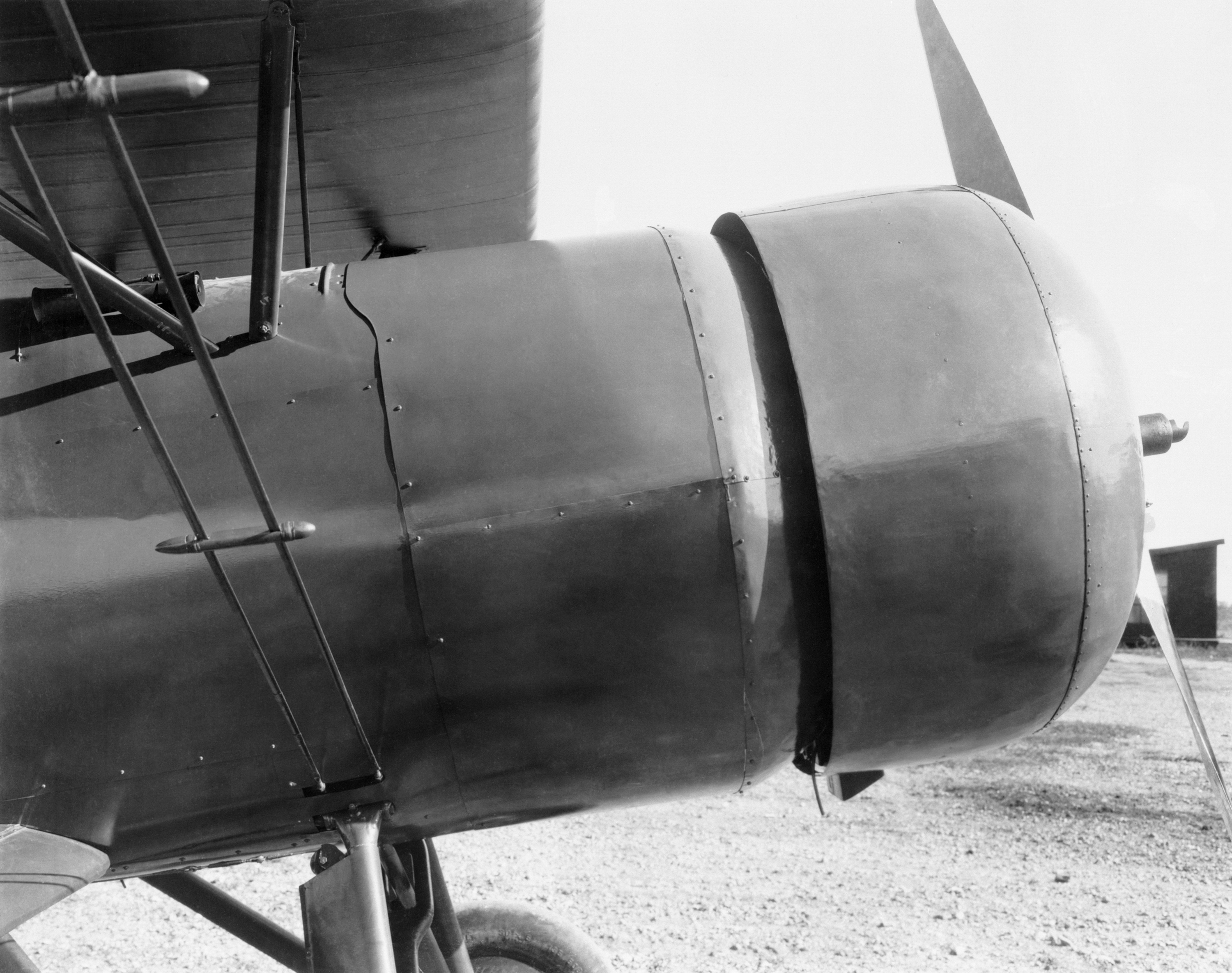
Detalle de la cubierta de un NACA AT-5A.

La cubierta NACA es un tipo de carenado aerodinámico utilizado para optimizar los motores radiales en el uso en aviones, desarrollado por la NACA (Comité Consejero Nacional para la Aeronáutica) en 1927. Fue un gran avance en cuanto a la reducción de la resistencia, y su desarrollo y los costes de instalación en varias ocasiones compensó ampliamente su coste, debido a las ganancias en rendimiento.
El avión de prueba, un Curtiss P-1 Hawk, con un motor radial Wright R-790 Whirlwind, llegó a un velocidad de 137 millas por hora (220 km / h) equipados con el carenado NACA, en comparación a la 118 millas por hora (190 km/h) sin ella.
El carenado NACA dirige el aire frío para que fluya a través del motor en el que se redirige, por medio de las partes más calientes del motor, es decir, los cilindros y, más importante aún, las culatas de los cilindros. Además, la turbulencia después de que el aire pasa a los cilindros se reduce considerablemente. La suma de todos estos efectos reduce el rozamiento aerodinámico hasta en un 60%. Las conclusiones del ensayo resultaron en que casi todos los aviones con motores radiales pasaron a estar  equipados con este carenado, también llamado Capó Naca, a partir de 1932.